# Lubrifiant anatomique
Pour les articles homonymes, voir Lubrifiant.
Un lubrifiant anatomique est un lubrifiant qui facilite l'introduction d'un corps étranger par un orifice naturel.
Pendant un rapport sexuel vaginal ou anal, le corps humain sécrète naturellement de la synovie (contenue dans les capsules articulaires) ou de la cyprine (dans le cas de la lubrification du vagin). Un lubrifiant sexuel ou intime est un lubrifiant fabriqué artificiellement pour renforcer les lubrifiants naturels ou leur servir de substitut.
Un lubrifiant artificiel peut aussi être utilisé pour faciliter un acte médical, comme une endoscopie (coloscopie, gastroscopie), l'utilisation d'un spéculum, d'un thermomètre par voie rectale, d'un suppositoire...
Dans le cas d'un lubrifiant d'origine externe, trois enjeux sont :
- la compatibilité chimique avec le matériau du dispositif, par exemple afin de ne pas dégrader le préservatif masculin ou féminin
- il doit être neutre biologiquement, ne pas provoquer de maladie, de réaction allergique, de brûlure chimique, d'intoxication ;
- il ne doit pas être porteur d'agents infectieux.

## Lubrifiant articulaire
Les articulations mobiles (ou diarthroses) sont des mécaniques complexes dont la fonction essentielle est d'assurer le mouvement entre deux os en contact selon un ou plusieurs axes. Le liquide synovial (ou synovie) est un fluide clair, visqueux sécrété par la membrane synoviale (qui tapisse la face interne de la capsule articulaire) qui lubrifie les surfaces articulaires afin d'autoriser le mouvement.

## Lubrifiant digestif
La digestion est un phénomène nécessitant le mouvement du bol alimentaire le long du tractus digestif : c'est le péristaltisme, assuré par la musculature lisse faisant partie des enveloppes du tube digestif. Ces mouvements de contraction-relâchements rythmés nécessitent un mouvement fluide des anses digestives qui sont libres dans l'abdomen, à la différence des structures digestives fixées comme le duodénum et le côlon sigmoïde.
Ces mouvements sont facilités par le liquide péritonéal, présent en très faible quantité entre les feuillets viscéraux et pariétaux du péritoine, membrane séreuse entourant intimement les organes abdominaux (péritoine viscéral) et tapissant la paroi abdominale (péritoine pariétal).

## Lubrifiant sexuel (ou «intime»)

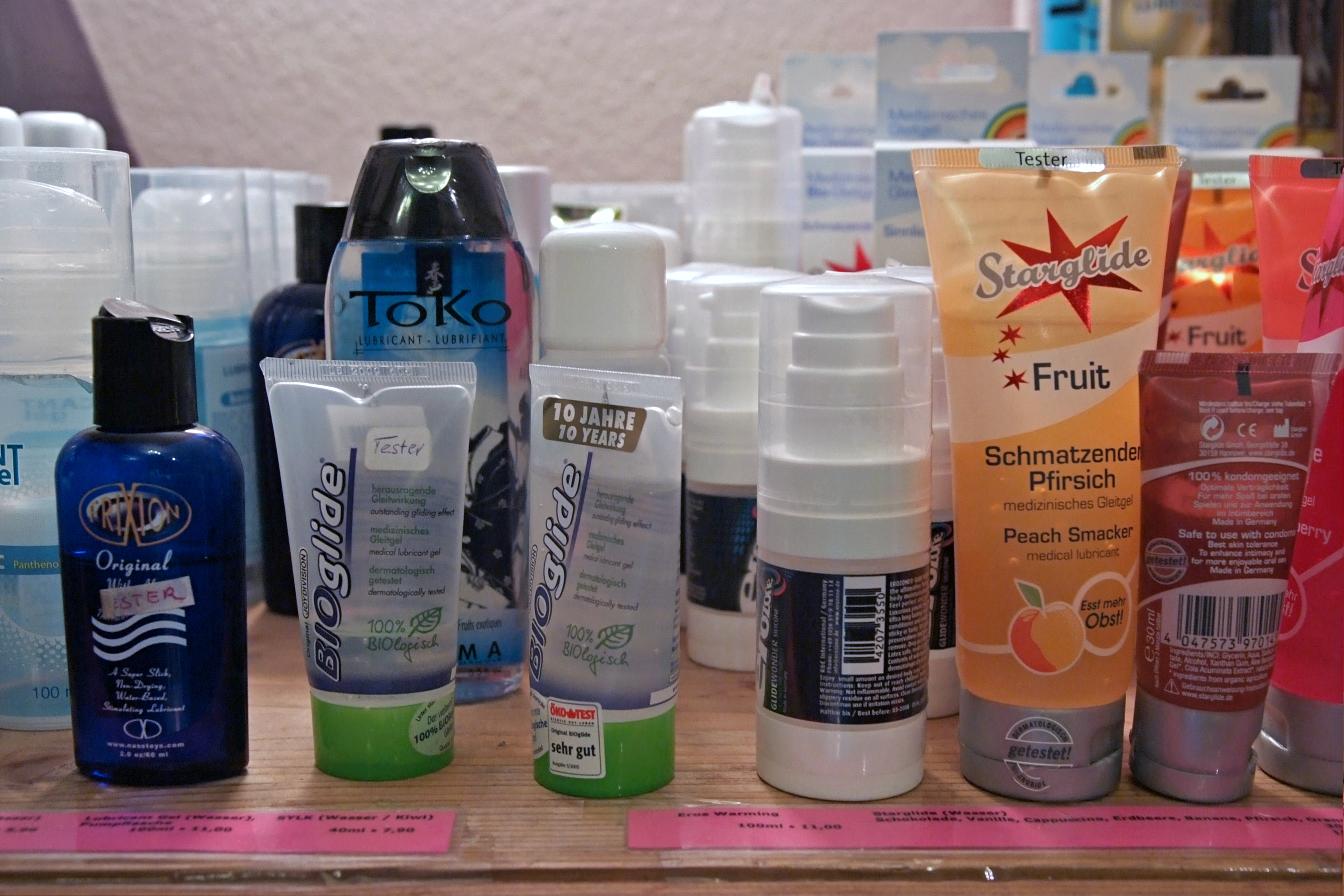
Lubrifiants intimes.

Le vagin est normalement naturellement lubrifié sous l'effet de l'excitation sexuelle par les sécrétions vaginales et par les glandes vestibulaires situées dans la vulve. Chez l'homme, le liquide pré-éjaculatoire a aussi un rôle lubrifiant.

### Utilités
Divers facteurs (ménopause, nervosité, sécheresse des muqueuses, certaines maladies) peuvent empêcher une lubrification correcte du vagin. Et la lubrification est parfois présente mais insuffisante, notamment si l'orifice vaginal est insuffisamment dilaté (p.ex. chez une femme vierge ou chez des femmes souffrant de vestibulo-vulvodynies ou de vaginisme, de problèmes touchant les glandes de Skène et/ou les glandes de Bartholin, ou encore lors de certains problèmes dermatologiques, inflammatoires, infectieux, d'anomalie morphologique ou de la statique pelvienne, de carence hormonale, d'endométriose...). 
Selon S. Monforte & al. (2013), « la survenue de douleurs (dyspareunie) lors des rapports sexuels est une des plaintes les plus courantes en pratique gynécologique et sexologique ».
Dans les pays riches, 9,3 à 15,5 % des femmes de 18 à 60 ans sont touchées par des dyspareunies permanentes ou occasionnelles, contre 6,5 à 8 % des femmes de 50 à 60 ans,,. Chez des femmes ménopausées de 40 à 60 ans et sexuellement actives, un tiers en souffrait au moins « parfois » et 10 % « toujours » ou « presque toujours ». Selon Thomas & al (2011), dans la moitié des cas, ces dyspareunies sont dues à une sécheresse vaginale. Dans 50% de ces cas, un lubrifiant anatomique semble donc utile.
L'anus est une zone érogène qui n'est pas naturellement lubrifiée. En cas de pénétration, l'absence de lubrification ou une lubrification insuffisante peut occasionner des douleurs ou blessures au partenaire pénétré, mais aussi au partenaire pénétrant et donc des risques d'infection, dont par maladies sexuellement transmissibles.

### Gels à base d'eau
De nombreux gels lubrifiant « intimes », ont été mis sur le marché. Seuls ceux qui sont à base d'eau
sont compatibles avec les préservatifs. Ces gels sont recommandés pour éviter la rupture des préservatifs, ainsi que les sensations de brûlure pendant les rapports sexuels.

### Contre-indication de la vaseline
On utilisait autrefois de la vaseline, un corps gras dérivé du pétrole, notamment pour la sodomie. 
La vaseline, comme les huiles, n'est pas indiquée pour un usage dans le vagin et elle est incompatible avec l'usage de préservatifs (elle réagit chimiquement avec les latex et les silicones, qu'elle rend poreux et fragilise considérablement (risque élevé de déchirure).

### Lubrifiants sexuels et fécondité
On savait déjà (par des études in vitro) que la glycérine affecte négativement la capacité de fécondation des spermatozoïdes et plusieurs études ont conclu que certains lubrifiants pouvaient nuire à la fécondité. 
Dans les années 2000/2010, plusieurs lubrifiants parfois dits « coïtaux » sont vendus avec l'allégation « respectueux des spermatozoïdes », sans beaucoup de preuves publiées à l'appui de ces affirmations, (qui peuvent être un argument de marketing à l'égard de couples infertiles). Or, il ne suffit pas que le spermatozoïde ne soit pas tué par le produit, il faut aussi que sa mobilité ne soit pas dégradée.
Plus récemment (2022), une étude faite à l’université de Pretoria, publiée dans la revue International Journal of Gynecology & Obstetrics s'est intéressée à cet aspect du sujet : elle a étudié les effets sur la mobilité du sperme du blanc d’œuf, de l'huile d'olive, et de trois lubrifiants mis sur le marché par trois marques différentes (tous les trois vendus comme étant « sperm-friendly »).  Elle conclut que si les lubrifiants mis sur le marché facilitent les rapports sexuels (8 à 22 % des femmes font état de douleurs lors de rapports sexuels), ils entravent la mobilité des spermatozoïdes (ceux qui sont dits « sperm-friendly » et nuisent ainsi à la fécondité : tous - bien qu'à des degrés divers -  diminuaient la mobilité du sperme (mesurée par l'étude entre 2 et 72 heures après éjaculation). Selon les auteurs, deux des trois lubrifiants commercialisés comme respectueux du sperme (PreSeed® et Yes Baby®) ne l'étaient pas, car provoquant « une immobilité substantielle et statistiquement significative des spermatozoïdes. Pre-Seed® contient du propylparabène, du méthylparabène, de l'hydroxyde de sodium, du Pluronic® (copolymères séquencés à base d'oxyde d'éthylène et d'oxyde de propylène, qui fonctionnent comme agents antimousse, agent mouillant, dispersant, épaississant et émulsifiant), carbomère et arabinogalactane (biopolymère constitué de monosaccharides d'arabinose et de galactose). Notamment, les parabènes sont utilisés comme conservateurs dans les produits pharmaceutiques et il a été démontré précédemment que l'exposition au propylparabène diminue la production et l'efficacité des spermatozoïdes chez les mammifères. Des études in vitro ont également démontré que le méthylparabène et le propylparabène ont une puissante activité spermicide ».

Parmi les 5 lubrifiants testés, seul le blanc d’œuf n'entravait pas la mobilité des spermatozoïdes.

Nota : Les spermes utilisés pour cette étude étaient tous caractérisés par des spermatozoïdes ayant une mobilité "normale", mais on sait que chez de nombreux hommes, cette mobilité est déjà dégradée (’’asthénospermie).